# Stazione di Antrodoco Centro
Stazione di Antrodoco Centro vasútállomás Olaszországban, Antrodoco településen.

## Vasútvonalak
Az állomást az alábbi vasútvonalak érintik:
- Terni–Sulmona-vasútvonal

## Kapcsolódó állomások
A vasútállomáshoz az alábbi állomások vannak a legközelebb:
- Stazione di Rocca di Fondi
- Stazione di Antrodoco-Borgo Velino